# 블레이드잡
블레이드 잡 (Bladejob)이란 프로레슬링 경기에서 피를 내는 행위의 총칭을 말한다. 주로 면도날을 이용하여 자신의 이마를 찢거나 미리 준비해 둔 혈액색깔과 비슷한 액체를 입에 지니고서 그것을 입으로 터트리는 행위 등이 있다. 이 블레이드 잡의 의의는 각본에 의해 진행되고 승패가 미리 결정되어 있는 프로레슬링에서 마치 실제처럼 보이기 위한 하나의 장치라고 볼 수 있겠다.